# ランガスタラム
『ランガスタラム』（Rangasthalam）は、2018年のインドのテルグ語歴史ドラマアクション映画。監督・脚本はスクマールが務め、ラーム・チャラン、サマンタ・アッキネーニ、アーディ・ピニシェッティ、ジャガパティ・バーブ、プラカーシュ・ラージ、アナスーヤ・バラドワージが出演している。1980年代の架空の村を舞台に、強権的な村長率いる腐敗した協同組合に立ち向かう兄弟の姿を描いている。スクマールとR・ラトナヴェールが共同で製作を進め、ハイデラバード、ラージャムンドリーで撮影が行われた。
2018年3月30日に公開され、スクマールの脚本とキャスト（ラーム・チャランとジャガパティ・バーブ）の演技が高く評価された。また、興行収入は21億6000万ルピーを記録し、歴代で最も高い興行収入を記録したテルグ語映画の一つとなり、国家映画賞 音響賞も受賞している。

## ストーリー
1980年代。ランガスタラム村に暮らす難聴の青年チッティ・バーブはエンジニアをしており、友人のコッリ・ランガンマから電動モーターを借りて農地灌漑の仕事をしていた。この村ではパニーンドラ・ブーパティが村長として長年村会を牛耳っており、彼の支配する協同組合（ソサエティ）へのローン返済に村人たちは苦しめられていた。ある日、村人エラ・シュリーヌの家のローン返済が滞っていることを理由に、ソサエティは彼が収穫したトウモロコシを差し押さえてしまい、返済が完了していることを主張して反抗したエラは、後に水死体となって発見される。そんな中、ドバイに働きに出ていたチッティの兄クマール・バーブが帰郷し、再会したチッティは兄をラージャムンドリーに連れて行き、クマールは恋人パドマと再会する。同じころ、チッティはラーマクリシュナと出会い一目惚れし、難聴であることを隠しながら彼女と交流する。
村祭りに出かけたチッティはラーマクリシュナに出くわして彼女にアプローチするが、村人カーシの弟たちにラーマクリシュナを馬鹿にされたことに腹を立てて殴りつけ、弟たちを殴られたことに激怒したカーシと喧嘩する騒ぎを起こしてしまう。騒ぎの後、ラーマクリシュナはチッティに父が婚約者を用意していることを告げ、チッティはその日の夜に彼女の家に忍び込むが、彼女の家族に見つかって追い出されてしまう。ラーマクリシュナはチッティへの想いを認めることができず、家族の前で彼への感情を否定してしまい、チッティはショックを受ける。翌日、傷心のチッティはソサエティに土地を差し押さえられた村人の自殺を防ぎ、その騒ぎの中でラーマクリシュナは彼が難聴であることを知り和解しようとするが、チッティに拒否されてしまう。一方、クマールはソサエティが帳簿を改ざんして村人から不正に土地を差し押さえていることに気付き、父が被害を受けていることを知ったラーマクリシュナと共に抗議するが、誤ってソサエティの書記に怪我を負わせてしまい、彼を追求するための村会が招集される。クマールはソサエティの不正を訴えるが、ラーマクリシュナの父はブーパティの圧力に屈して返済が終わっていないことを認め、クマールは書記を殴った罪で罰金を科されてしまう。高額な罰金に抗議するクマールの父コテスワラに対し、ブーパティの側近でソサエティ会長のシェーシュは彼の母（クマール、チッティの祖母）を侮辱するが、難聴のチッティには彼の言葉は届いていなかった。村会の解散後、友人のマヘーシュからシェーシュの言葉を聞いたチッティは激怒してシェーシュを殴り倒してしまう。翌朝、チッティはラーマクリシュナと和解するが、直後にシェーシュを殴った罪で逮捕されてしまう。チッティの釈放後、クマールは村の現状を変革するため、ブーパティに不満を抱く地区開発官や州議会議員のダクシナ・ムールティの協力を取り付け、村長選挙への出馬を決意する。
クマールは選挙運動を始めるが、ブーパティに逆らうことを恐れた村人たちの支持を得られずにいた。そんな中、チッティは村人のガナパティから「クマールの身に危険が迫っている」と警告されるが、クマールは警告を意に介さなかった。やがて、クマールはカーシと和解して協力を取り付け、さらにソサエティが不正を行っていることを暴露して村人たちからも徐々に支持を集めるようになる。一方、チッティはランガンマが協力を拒んだことに不満を抱いて問いただすと、ランガンマは夫ラムプラサードやエラなど複数の村人が、ブーパティに反抗して村長選挙に出馬しようとして殺害されたことを話し、クマールにも危険が迫っていることを伝える。チッティはクマールの身を案じ、ブーパティから賄賂を受け取り兄の出馬を止めさせようとするが、それを知ったクマールが自殺しようとしたため、チッティは悔い改めてブーパティに賄賂を突き返す。選挙戦がクマール優勢に進む中、シェーシュはブーパティに「落選する前に自分から退いたらどうか」と勧めるが、ブーパティの逆鱗に触れて殴り殺されてしまう。そんな中、クマールはパドマに会いに行った帰路でブーパティの部下たちに襲撃され、重傷を負う。駆け付けたチッティによって刺客は撃退され、彼はクマールを保護して近くの店に向かい手当をしようとするが、目を離した隙に謎の男にクマールが殺されてしまう。クマールは死ぬ間際に犯人の名前をチッティに告げるが、難聴のチッティには聞き取ることができなかった。クマールの死に激怒した村人たちはチッティと共にブーパティの屋敷を襲撃するが、すでにブーパティは逃亡した後だった。兄を救えなかったチッティはカーシたちと共にブーパティの行方を探すが、彼を見つけることができなかった。クマールとブーパティがいなくなったランガスタラム村ではランガンマが新村長に選出されて祝賀会が催されるが、ダンサーたちの「シュリーマン・ナーラーヤナ」という言葉を聞いたチッティは何かを思い出してムールティの元に向かうが、ムールティは交通事故に遭い意識不明の重体となる。
ムールティはチッティによって病院に運び込まれるが意識が戻らず、家族や医師が生存を諦める中、チッティはムールティの生存を信じて彼の看病を始める。2年後、ムールティは意識を取り戻し、リハビリを経て政界に復帰する。2か月後、チッティはラーマラクシュミを連れてムールティ邸を訪れると、邸宅ではムールティの入閣を祝うパーティーが催されていた。ムールティと面会したチッティは、行方不明だったブーパティを探し出して殺害したこと、クマールを殺害した犯人は別人であることを告げる。チッティはランガンマの祝賀会の際に聞いた「シュリーマン・ナーラーヤナ」が犯人の名前と同じだったこと、その人物がムールティの助手だったことに気付いて彼を殺害し、彼が死ぬ間際にムールティの指示でクマールを殺害したことを自白させたことを明かす。ムールティはチッティの指摘を認め、下級カーストのクマールが娘のパドマと恋仲だったことを知り、ナーラーヤナに殺害を命じたことを自白する。チッティはムールティを殺害して部屋を抜け出し、ラーマラクシュミを連れて邸宅を後にする。2人が屋敷を出て行くのと入れ違いに、パドマが夫を連れてムールティの部屋に入って行く。

## キャスト
- チェルボニア・チッティ・バーブ - ラーム・チャラン
- ラーマラクシュミ - サマンタ・アッキネーニ
- チェルボニア・クマール・バーブ - アーディ・ピニシェッティ
- パニーンドラ・ブーパティ村長 - ジャガパティ・バーブ
- ダクシナ・ムールティ議員 - プラカーシュ・ラージ
- コテスワラ・ラーオ - ナレーシュ（英語版）
- チッティの母 - ローヒニ（英語版）
- コッリ・ランガンマ - アナスーヤ・バラドワージ
- パドマ - プジータ・ポンナダ（英語版）
- チンニ - ベイビー・アニー
- 地区開発官（英語版） - ブラフマージー
- シーターラム医師 - バナルジー（英語版）
- ヴィーラ・バーブ - サティヤ（英語版）
- シェーシュ・ナイドゥ - アジャイ・ゴーシュ（英語版）
- マヘーシュ - マヘーシュ・アチャンタ
- カーシ - シャトルー（英語版）
- シュリーマン・ナーラーヤナ - アミット・シャルマ
- ラーマラクシュミの父 - ナーガ・マヘーシュ
- ガナパティ - チャトラパティ・シェーカル（英語版）
- エラ・シュリーヌ - ノエル・ショーン（英語版）
- ラムプラサード - ラージーヴ・カナカラ（英語版）
- きんぴかクイーン - プージャー・ヘーグデー（アイテム・ナンバー[4]）

## 製作

### 企画
スクマールは『1: Nenokkadine』の製作に取り掛かる以前に、農村を舞台としたドラマ映画の製作の可能性について、撮影監督のR・ラトナヴェールと意見交換していた。その後、『Nannaku Prematho』を完成させたスクマールは、時代背景を緑の革命に設定した現代ドラマ、前述の農村ドラマの2パターンのシナリオを用意してラトナヴェールに意見を求めた。ラトナヴェールは農村ドラマのシナリオに興味を持ち、「郷土の文化効果的に見せる機会が得られる」ことを理由に時代劇にすることを提案した。彼は製作に参加している間のことについて「彼（スクマール）と一緒に仕事をしている時は彼と同じように考える必要があり、そのことはキャラクターの心理に入り込む際にとても役に立った」と語っており、撮影監督としてよりも演出チームの一員であるかのように感じていたという。
2016年10月にスクマールはマイトリ・ムーヴィー・メイカースに脚本を持ち込み、同社から製作費を得ることに成功した。製作費を確保した製作チームはアラック渓谷での撮影を検討したが、ラトナヴェールは同地での撮影に反対している。その後、製作チームはラージャムンドリーとゴーダーヴァリ地域をロケハンし、映画の時代設定に相応しい撮影地としてコレル湖を選んだ。また、ラトナヴェールは映画の「不気味なムード」を演出するため、湖周辺にある数エーカーの草原地帯を村の住民たちが殺される「キリング・フィールド」として撮影に活用し、黄色・赤色・青色などの明るい色調を避けて「抑え目で土っぽい」色調を映画に取り入れた。彼は『ランガスタラム』について「撮影地から多くのものを学べる映画だった」と振り返っている。
編集技師には『Nannaku Prematho』で編集を手掛けたナヴィーン・ヌーリが起用され、美術監督とプロダクションデザイナーには『Jyo Achyutananda』での実績をスクマールに評価されたラーマクリシュナ・サッバーニとモーニカー・ニゴートレーが起用された。2017年2月26日に『RC11』のワーキングタイトルで製作が発表され、同年4月までにスクマールは脚本を一部修正した。その後、タイトルは『Rangasthalam 1985』を経て『Rangasthalam』に正式決定した。『ランガスタラム』には製作費として6億ルピーが投じられた。

### キャスティング
スクマールは『Nannaku Prematho』の撮影中に共通の友人を通じてラーム・チャランと接触し、『ランガスタラム』への出演の承諾を得た。彼が演じる主人公チッティ・バーブは「軽度の聴覚障害がある純粋無垢な男」という設定で、聴覚障害の設定はチッティの感情表現の演出のために活用された。チッティは髭を生やした外見に設定され、ラーム・チャランはキャラクターに説得力を持たせるために、抑え目の演技をするように心掛けたという。また、ゴーダーヴァリ地域の発音を違和感なく話すことを求められ、村人の会話スピードに合わせるのに苦労したとも語っている。ラーム・チャランのスタイリングは姉のスシュミタ・コニデラが担当しており、彼女はチッティの衣装を作るために物語の舞台である1980年代に流通していたプリント柄の生地を調達し、同時に2人の父であるチランジーヴィの初期作品出演時の外見を参考にしている。
2017年1月にスクリーン・テストが行われてアヌパマ・パラメーシュワランがヒロイン役に内定したが、最終的にはサマンタ・アッキネーニが起用された。彼女が演じるラーマラクシュミは「典型的な村の美女」という役柄であり、彼女の声の吹替はジョーティ・ヴァルマが担当している。サマンタは日中に撮影することを好まなかったため、彼女の出演シーンは早朝か夜間に撮影された。また、チェンナイで育ったサマンタは地方の農村の環境に適応するのに苦労したと語っている。そのため、役作りのためにラージャムンドリー近郊の村の女性たちと過ごして生活様式を学び、さらにスクマールから「ラーマラクシュミが自由奔放に見えるように演じて欲しい」という指示を受けて役作りの参考にしている。
ジャガパティ・バーブが悪役で出演することが、2017年1月に発表された。彼が演じるパニーンドラ・ブーパティは「プレジデント」と自称する村の村長で、ボディランゲージで感情を表現する寡黙なキャラクターとなっている。アーディ・ピニシェッティはチッティの兄クマール・バーブ役に起用され、スクマールはクマールのキャラクターについて「1980年代という時代の無邪気さの擬人化」と説明している。スクマールは『Ninnu Kori』の撮影中だったピニシェッティに出演を持ちかけて起用しており、ピニシェッティはクマール役について「最も演じやすいキャラクターの一つ」と語っている。クマールの恋人役には、スクマール監督作の『Darsakudu』で女優デビューしたプジータ・ポンナダが起用された。
テレビ番組司会者として活動するアナスーヤ・バラドワージは、1990年代的な発想を持つ28歳の女性ランガンマ役に起用された。彼女はオーディションを受けてランガンマ役を勝ち取り、スクマールは起用の理由として「神々しい顔をしていた」ことを挙げている。また、バラドワージは役作りのためにノーメイクで撮影に参加している。この他にプラカーシュ・ラージとブラフマージーが助演キャストとして出演しており、ブラフマージーは地区開発官役を演じているが、出演シーンの一部は編集でカットされている。また、プージャー・ヘーグデーが「Jigelu Rani」のアイテム・ナンバーとして出演している。

### 撮影
『ランガスタラム』の撮影はハイデラバードに5000万ルピーの費用を投じて建設された村の撮影セットを中心に行われ、ロケーション撮影した映像は映画全体の10%に留まった。撮影セットの建設には400人が動員され、2か月間で完成した。撮影で使用する小道具は、ラージャムンドリーのアンティークショップで購入したり、近郊の村の住民から物々交換で調達している。スクマールとラトナヴェールは「4月から5月にかけて川は干上がったように見え、砂は焼け焦げたように見える。人々は、ゴーダーヴァリがこのように怒っている姿を見たことがないだろう。同じ川でも見方や扱いが異なれば、ロマンティックにも見える」として日差しの強い環境下での撮影を望み、2017年7月までには撮影を完了させる予定だった。また、『ランガスタラム』はRed Helium 8Kカメラを使用した数少ないインド映画の一つであり、「広いダイナミックレンジと極端な低照度下での撮影に適している」という理由で採用された。物語が会話劇中心で複数の俳優が登場するため、撮影の90%はジンバルが支えている。ラトナヴェールは撮影について、「押しつけがましく」ならずにリアルタイムでシークエンスを捉えるため、より長いテイクで撮影するようにしたと語っている。
2017年4月から主要撮影が始まり、ラーム・チャランとサマンタはラージャムンドリーの撮影セットで歌曲シーンの撮影を行った。同月27日に第1スケジュールの撮影が終了し、このスケジュールではラーム・チャラン、サマンタ、ピニシェッティの登場シーンが撮影された。撮影中にサマンタが暑さが原因で意識を失って倒れたため、第1スケジュールの日程は予定より1日早く終了した。また、ゴーダーヴァリ地域の気温上昇を懸念し、さらに1か月間撮影が延期された。5月中旬に撮影チームはハイデラバードに移動し、プラカーシュ・ラージが撮影に参加した。6月末までに二つの大きな撮影スケジュールが終了し、その後はパピコンダ国立公園近郊で撮影が行われた。また、ポラヴァラム計画で水没対象になっていた撮影地では、土地が砂漠化していたり居住が制限されていた。これらの地域では通信手段や設備が充分ではなかったため、撮影チームは毎日ボートを使用して撮影地とラージャムンドリーを往復していた。
2017年7月中旬に村の撮影セットの建設が完了し、ハイデラバードでの主要撮影が再開した。主要キャストの出演シーンは35日間のスケジュールで撮影され、雨天時はM90ライトを使用して炎天下の険しい表情を演出している。また、ラーマクリシュナは芝生が緑化すると、当初予定していた色彩を維持するために土を入れ替えて乾燥した芝生を植え直していた。10月にはラーム・チャランが出演する歌曲シーンの撮影が行われ、ショービが振り付けを担当した。11月にはラーム・チャランや助演キャストが出演する重要なアクションシーンが村祭りの撮影セットで撮影され、この時点で大半の撮影が完了していた。
2018年1月中旬からラージャムンドリー近郊で最終スケジュールの撮影が始まり、ゴーダーヴァリ川周辺でラーム・チャランとサマンタの歌曲シーンが撮影され、プレム・ラクシータが振り付けを担当した。サマンタの出演シーンの撮影は2月までに完了し、ハイデラバードのプライベート・スタジオではプージャー・ヘーグデーが出演する「Jigelu Rani」の歌曲シーンの撮影が行われ、ジャニ・マスタルが振り付けを担当した。3月にラーム・チャランの出演シーンの撮影が完了し、『ランガスタラム』の全日程の撮影が完了した。

### 音楽
映画音楽の作曲はデーヴィ・シュリー・プラサードが手掛け、チャンドラボースが作詞を手掛けている。チャンドラボースはスクマールやプラサードと意見交換を行い、ポンディシェリで楽曲の作詞作業に取り組んだ。6曲中5曲の歌詞を4日間で書き上げ、1曲当たり30分の時間を要した。作曲作業はチャンドラボースの作詞作業が完了した後に行われた。
2018年2月13日にプラサードが歌手を務めた「Yentha Sakkagunnave」がラハリ・ミュージックからリリースされ、3月2日に「Ranga Ranga Rangasthalana」、同月8日に「Rangamma Mangamma」がリリースされた。同月15日からラハリ・ミュージックのYouTube公式チャンネルや他のデジタル・プラットフォームで楽曲が配信された。楽曲は全部で6曲だが、6曲目は物語の根幹に関わるものだったためリリースが見送れた。6曲目の「Orayyo」はクマール・バーブの葬儀のシーンで使用された。同曲はチャンドラボースが歌手を務め、2018年4月3日にリリースされた。サウンドトラックは批評家から好意的な評価を得ており、特に時代設定に合致した歌詞とプラサードのインストルメントが評価されている。

## 作品のテーマ
スクマールは『ランガスタラム』の脚本を執筆する際、個人的に親交がある人々の生活からインスピレーションを得て、「少数の有力者に支配される腐敗した村」や「働き口を求めて湾岸諸国に流出する若者」を作品のテーマに選んだ。村の支配者であるパニーンドラ・ブーパティは周囲の人物よりも4-5フィート高い位置に座っており、彼の邸宅も他の家よりも高い位置に建てられている。ヒンドゥスタン・タイムズに寄稿したプリヤンカー・スンダルは、悪役であるブーパティにゴッド・コンプレックスを描写させることで、「善と悪の戦い」をテーマにしていると指摘している。
バラドワジ・ランガンは、『ランガスタラム』をシャーム・ベネガルの『芽ばえ』『Nishant』、バープの『Mana Voori Pandavulu』のような封建主義的なテーマを扱った作品に位置付けている。また、『ランガスタラム』は政治的・個人的なドラマであり、「道徳的な高揚に支えられた社会蜂起」と「時間をかけて養成された自警団的正義」が描写されていると批評した。フィルム・コンパニオンに寄稿したサンキールタナ・ヴァルマは『ランガスタラム』を「様々な場所にカーストがあふれた村を舞台にした『Mana Voori Pandavulu』のアップグレード版」と批評しており、批評家のカールティク・ケーラマルは柔和な政治家ダクシナ・ムールティの描写を通し、カーストに基づく名誉の殺人とバラモン的家父長制を描いていると批評している。また、スクマールは「死刑囚が病気の時は、病状が回復するまで死刑の執行を猶予する」という倫理規定からもインスピレーションを得たと語っている。

## 公開

### 劇場上映
2017年12月、『ランガスタラム』の公開日が2018年3月30日に決定したことが発表された。海外市場の配給権は8億ルピーで取引され、公開スクリーン数は1200スクリーンを予定していた。アーンドラ・プラデーシュ州とテランガーナ州では600スクリーン、その他の地域では200スクリーン、海外市場では350スクリーンで上映された。2018年4月には『ランガスタラム』の吹替版（タミル語・マラヤーラム語・ボージュプリー語・ヒンディー語）が公開されることが発表され、2019年3月には『Rangasthala』のタイトルでカンナダ語吹替版が公開されることが発表され、カルナータカ州でテルグ語映画のカンナダ語吹替版が公開されるのは、1957年公開の『幻想市場』以来2本目となる。カンナダ語吹替版は2019年7月12日に150スクリーンで公開され、2021年4月20日にはタミル語吹替版が公開された。ヒンディー語吹替版はゴールドマインズ・テレフィルムズとAAフィルムズの配給で2022年2月に公開された。

### ホームメディア
衛星放送の権利はスター・マーが取得し、テレビ初放送時には個人視聴率19.5%を記録した。デジタル配信権はAmazon Prime Videoが取得し、2018年5月12日から配信を開始した。

## 評価

### 興行収入
アーンドラ・プラデーシュ州やテランガーナ州など一部の地域では座席占有率100%を記録し、興行収入は4億3800万ルピーを記録した。タミル・ナードゥ州ではデジタル・サービス・プロバイダーとの問題から発生したストライキの影響で3月1日からタミル語映画の新作上映が中断していたため『ランガスタラム』に観客が集中し、チェンナイではオープニング興行収入が1010万ルピーを記録した。オープニング週末の合計興行収入は9億500万ルピーを記録し、このうち配給会社の収益は5億6960万ルピーとなった。アメリカでは160か所でプレミア上映が行われて64万ドルの興行収入を記録し、公開2日間で120万4578ドルの興行収入を記録している。公開3日間の興行収入は200万ドルを記録しており、これはアメリカで上映されたテルグ語映画として歴代第9位の好成績だった。
公開第1週の合計興行収入は12億7100万ルピーを記録して損益分岐点を越え、配給会社の収益は7億9890万ルピーとなった。アメリカでは公開9日間で300万ドルの興行収入を記録し、テルグ語映画の歴代成績第3位にランクインした。公開31日目には合計興行収入は20億ルピー、配給会社の収益は11億7000万ルピーを記録し、テルグ語映画の歴代興行成績第3位にランクインしている。公開33日目には、アメリカでの興行収入が350万ドルを越えている。『ランガスタラム』の最終興行収入は21億6000万ルピー、配給会社の収益は12億3600万ルピーを記録し、2018年公開のテルグ語映画の興行成績第1位にランクインしている。

### 批評
『ランガスタラム』は批評家から好意的な評価を得ており、スクマールの脚本とキャスト（ラーム・チャラン、ジャガパティ・バーブ）の演技が高く評価される一方、物語のテンポの遅さや3時間近い上映時間については批判された。Rotten Tomatoesでは5件の批評に基づき支持率100%、平均評価7.3/10となっている。
バラドワジ・ランガンは映画を「風変わりなミュージカル・マサラ映画」と評し、「そのパンチの効いたシーンは脚本によって有機的に生み出されたものであり、単に一定の間隔で観客を興奮させるためだけのシーンや台詞は存在しない」と評価しており、スクマールについては「長大なビジョンをもって仕事をしている。彼はジャンルのごった煮の中に、その指紋を残している」と批評している。スバーシュ・K・ジャーはインド＝アジアン・ニュース・サービスに寄稿して「カルマのような速さで物語が展開し、主人公たちが眩しさに惑わされることなく成長する機会を与えてくれる」と批評し、ラーム・チャランとジャガパティ・バーブの演技を絶賛し、ラーム・チャランについて「キャラクターとしてほぼ完璧であり、謙虚で無邪気、勇敢だが大胆不敵ではない」と称賛している。
ザ・ヒンドゥーに寄稿したサンギータ・デーヴィ・ドゥンドゥーは、『ランガスタラム』を小説に例えて「最初の数ページ目で、（1980年代風の）埃まみれの架空の村が徐々にその姿を現す。方言は深く根付いたもので、メインストリーム映画が即席アピールのために大雑把な筆致で用意するようなものとは一線を画している」と批評しており、スクマールとラーム・チャランのキャリアにとって決定的な映画と見なし、ラーム・チャランの俳優キャリアの転換期となる作品と評した。ザ・タイムズ・オブ・インディアのニーシタ・ニャパティはラーム・チャランの演技を絶賛し、「子供らしさがにじみ出るシーンでも、誰にも癒すことのできない傷を負った男のシーンでも、彼が目で示す感情はその全てを表している」と批評している。インディアン・エクスプレスに寄稿したマノージュ・クマール・Rは「観客に対する誠実さと高い敬意をもって精巧に作られたキャンバス」と評し、ジャガパティ・バーブが描写した村長には「説得力があった」と批評した。
ファーストポストのヘマント・クマールは「政治ドラマを語るのも一つの手法ですが、復讐劇というパラメーターの中でこのような世界を創造することは、本物の才能がなければできないことです。『ランガスタラム』は掘り下げるほどに満足感が増幅する作品なのです。この映画が最終的に成し遂げたことを語るには、形容詞は十分な役目を果たすことはできない」と批評した。ニュー・インディアン・エクスプレスのムラリ・クリシュナ・C・Hはクライマックスについて「スクマールは面白い展開をもって魔法の杖を作り出した」と称賛する一方、ストーリーについては「少々長過ぎるようだ」と批判している。ハンズ・インディアのK・ナレーシュ・クマールは「バラバラだった村人たちが救世主の下で少しずつ団結するにつれて、物語は面白い展開を見せ始め、手に汗握るクライマックスが映画全体を盛り上げてくれる」と批判している。ガルフ・ニュースのナーガールジュナ・ラオは「手に汗握る物語だが、結末は予測可能なものだった」と批評しており、ジャガパティ・バーブの「暴君的な演技」を絶賛し、「ラーム・チャランにとっては、キャリアの中で最高の作品になるかも知れない」と指摘している。NewsXのラタ・シュリニヴァサンもクライマックスについて「少々期待外れだった」と批評し、「単純に捻りを加えるだけでなく、パンチを効かせるために、もっと上手く脚本を作ることができたはずだ」と指摘している。
ニュース・ミニッツのクリシュナ・シュリパーダは「『ランガスタラム』は十分な燃料を投入することなく、目がくらむような高みを目指す脚本で、好感度の高いキャラクターを用意してくれた。この待ちに待たせる物語は、やがて終結を迎えるときに、より多くのものを観客に与えてくれるだろう」と批評した。Sifyは「上映時間が長く、物語のテンポが遅かったにもかかわらず、観客の興味を最後まで持続させていた」と批評し、キャストの演技やカメラワーク、映画音楽を絶賛する一方、ストーリーには新鮮さがないと批判している。デカン・クロニクルのスレーシュ・カヴィラヤニは「『ランガスタラム』のストーリーは真新しさのないものだが、スクマールのユニークな手法によって上手く表現されている」と批評しており、フィルム・コンパニオンは「過去10年における最高のテルグ語映画ベスト25」の一つに『ランガスタラム』を選出している。

### 受賞・ノミネート
| 映画賞                                  | 授賞式           | 部門                           | 対象                                                       | 結果       | 出典            |
| --------------------------------------- | ---------------- | ------------------------------ | ---------------------------------------------------------- | ---------- | --------------- |
| ジー・シネ・アワード・テルグ2018        | 2019年1月6日     | 主演男優賞                     | ラーム・チャラン                                           | 受賞       | [ 102 ]         |
| ジー・シネ・アワード・テルグ2018        | 2019年1月6日     | 助演女優賞                     | アナスーヤ・バラドワージ                                   | 受賞       | [ 102 ]         |
| ジー・シネ・アワード・テルグ2018        | 2019年1月6日     | 音楽監督賞                     | デーヴィ・シュリー・プラサード                             | 受賞       | [ 102 ]         |
| ジー・シネ・アワード・テルグ2018        | 2019年1月6日     | 作詞家賞                       | - チャンドラボース - 「Jigelu Rani」                       | 受賞       | [ 102 ]         |
| ジー・シネ・アワード・テルグ2018        | 2019年1月6日     | 女性プレイバックシンガー賞     | - M・M・マナシ - 「Rangamma Mangamma」                     | 受賞       | [ 102 ]         |
| ジー・シネ・アワード・テルグ2018        | 2019年1月6日     | 撮影賞                         | R・ラトナヴェール                                          | 受賞       | [ 102 ]         |
| ジー・シネ・アワード・テルグ2018        | 2019年1月6日     | 振付賞                         | プレム・ラクシータ                                         | 受賞       | [ 102 ]         |
| ジー・シネ・アワード・テルグ2018        | 2019年1月6日     | 美術監督賞                     | - ラーマクリシュナ・サッバーニ - モーニカー・ニゴートレー  | 受賞       | [ 102 ]         |
| ジー・シネ・アワード・テルグ2018        | 2019年1月6日     | 編集賞                         | ナヴィーン・ヌーリ                                         | 受賞       | [ 102 ]         |
| ジー・シネ・アワード・テルグ2018        | 2019年1月6日     | フェイバリット作品賞           | 『ランガスタラム』                                         | 受賞       | [ 102 ]         |
| TSR - TV9ナショナル・フィルム・アワード | 2019年2月17日    | 作品賞                         | 『ランガスタラム』                                         | 受賞       | [ 103 ]         |
| TSR - TV9ナショナル・フィルム・アワード | 2019年2月17日    | 監督賞                         | スクマール                                                 | 受賞       | [ 103 ]         |
| TSR - TV9ナショナル・フィルム・アワード | 2019年2月17日    | 主演男優賞                     | ラーム・チャラン                                           | 受賞       | [ 103 ]         |
| ラジオ・シティ映画賞                    | 2019年3月1日     | 作品賞                         | 『ランガスタラム』                                         | 受賞       | [ 104 ] [ 105 ] |
| ラジオ・シティ映画賞                    | 2019年3月1日     | 原案賞                         | 『ランガスタラム』                                         | ノミネート | [ 104 ] [ 105 ] |
| ラジオ・シティ映画賞                    | 2019年3月1日     | 台詞賞                         | 『ランガスタラム』                                         | ノミネート | [ 104 ] [ 105 ] |
| ラジオ・シティ映画賞                    | 2019年3月1日     | ファミリー・エンターテイナー賞 | 『ランガスタラム』                                         | ノミネート | [ 104 ] [ 105 ] |
| ラジオ・シティ映画賞                    | 2019年3月1日     | 監督賞                         | スクマール                                                 | 受賞       | [ 104 ] [ 105 ] |
| ラジオ・シティ映画賞                    | 2019年3月1日     | 主演男優賞                     | ラーム・チャラン                                           | 受賞       | [ 104 ] [ 105 ] |
| ラジオ・シティ映画賞                    | 2019年3月1日     | 主演女優賞                     | サマンタ・アッキネーニ                                     | ノミネート | [ 104 ] [ 105 ] |
| ラジオ・シティ映画賞                    | 2019年3月1日     | 悪役賞                         | プラカーシュ・ラージ                                       | ノミネート | [ 104 ] [ 105 ] |
| ラジオ・シティ映画賞                    | 2019年3月1日     | 助演男優賞                     | アーディ・ピニシェッティ                                   | 受賞       | [ 104 ] [ 105 ] |
| ラジオ・シティ映画賞                    | 2019年3月1日     | 助演女優賞                     | アナスーヤ・バラドワージ                                   | 受賞       | [ 104 ] [ 105 ] |
| ラジオ・シティ映画賞                    | 2019年3月1日     | 音楽監督賞                     | デーヴィ・シュリー・プラサード                             | ノミネート | [ 104 ] [ 105 ] |
| ラジオ・シティ映画賞                    | 2019年3月1日     | 男性プレイバックシンガー賞     | - デーヴィ・シュリー・プラサード - 「Yentha Sakkagunnave」 | ノミネート | [ 104 ] [ 105 ] |
| ラジオ・シティ映画賞                    | 2019年3月1日     | 女性プレイバックシンガー賞     | - M・M・マナシ - 「Rangamma Mangamma」                     | ノミネート | [ 104 ] [ 105 ] |
| ラジオ・シティ映画賞                    | 2019年3月1日     | 歌曲賞                         | 「Rangamma Mangamma」                                      | ノミネート | [ 104 ] [ 105 ] |
| ラジオ・シティ映画賞                    | 2019年3月1日     | 作詞家賞                       | - チャンドラボース - 「Jigelu Rani」                       | ノミネート | [ 104 ] [ 105 ] |
| 第66回国家映画賞                        | 2019年8月9日     | 音響賞                         | M・R・ラージャクリシュナン                                 | 受賞       | [ 106 ]         |
| 第8回南インド国際映画賞                 | 2019年8月15-16日 | 作品賞                         | 『ランガスタラム』                                         | ノミネート | [ 107 ] [ 108 ] |
| 第8回南インド国際映画賞                 | 2019年8月15-16日 | 監督賞                         | スクマール                                                 | 受賞       | [ 107 ] [ 108 ] |
| 第8回南インド国際映画賞                 | 2019年8月15-16日 | 主演男優賞                     | ラーム・チャラン                                           | 受賞       | [ 107 ] [ 108 ] |
| 第8回南インド国際映画賞                 | 2019年8月15-16日 | 主演女優賞                     | サマンタ・アッキネーニ                                     | ノミネート | [ 107 ] [ 108 ] |
| 第8回南インド国際映画賞                 | 2019年8月15-16日 | 助演男優賞                     | アーディ・ピニシェッティ                                   | ノミネート | [ 107 ] [ 108 ] |
| 第8回南インド国際映画賞                 | 2019年8月15-16日 | 助演女優賞                     | アナスーヤ・バラドワージ                                   | 受賞       | [ 107 ] [ 108 ] |
| 第8回南インド国際映画賞                 | 2019年8月15-16日 | 悪役賞                         | ジャガパティ・バーブ                                       | ノミネート | [ 107 ] [ 108 ] |
| 第8回南インド国際映画賞                 | 2019年8月15-16日 | 音楽監督賞                     | デーヴィ・シュリー・プラサード                             | 受賞       | [ 107 ] [ 108 ] |
| 第8回南インド国際映画賞                 | 2019年8月15-16日 | 作詞家賞                       | - チャンドラボース - 「Yentha Sakkagunnave」               | 受賞       | [ 107 ] [ 108 ] |
| 第8回南インド国際映画賞                 | 2019年8月15-16日 | 男性プレイバックシンガー賞     | - ラーフル・シプリガンジ - 「Ranga Ranga」                 | ノミネート | [ 107 ] [ 108 ] |
| 第8回南インド国際映画賞                 | 2019年8月15-16日 | 女性プレイバックシンガー賞     | - M・M・マナシ - 「Rangamma Mangamma」                     | 受賞       | [ 107 ] [ 108 ] |
| 第8回南インド国際映画賞                 | 2019年8月15-16日 | 撮影賞                         | R・ラトナヴェール                                          | 受賞       | [ 107 ] [ 108 ] |
| 第8回南インド国際映画賞                 | 2019年8月15-16日 | 審査員選出主演女優賞           | サマンタ・アッキネーニ                                     | 受賞       | [ 107 ] [ 108 ] |
| 第17回サントーシャム南インド映画賞      | 2019年9月29日    | 監督賞                         | スクマール                                                 | 受賞       | [ 109 ]         |
| 第17回サントーシャム南インド映画賞      | 2019年9月29日    | 撮影賞                         | R・ラトナヴェール                                          | 受賞       | [ 109 ]         |
| 第17回サントーシャム南インド映画賞      | 2019年9月29日    | 振付賞                         | プレム・ラクシータ                                         | 受賞       | [ 109 ]         |
| 第66回フィルムフェア賞 南インド映画部門 | 2019年12月21日   | 作品賞                         | 『ランガスタラム』                                         | ノミネート | [ 110 ] [ 111 ] |
| 第66回フィルムフェア賞 南インド映画部門 | 2019年12月21日   | 監督賞                         | スクマール                                                 | ノミネート | [ 110 ] [ 111 ] |
| 第66回フィルムフェア賞 南インド映画部門 | 2019年12月21日   | 主演男優賞                     | ラーム・チャラン                                           | 受賞       | [ 110 ] [ 111 ] |
| 第66回フィルムフェア賞 南インド映画部門 | 2019年12月21日   | 主演女優賞                     | サマンタ・アッキネーニ                                     | ノミネート | [ 110 ] [ 111 ] |
| 第66回フィルムフェア賞 南インド映画部門 | 2019年12月21日   | 助演男優賞                     | アーディ・ピニシェッティ                                   | ノミネート | [ 110 ] [ 111 ] |
| 第66回フィルムフェア賞 南インド映画部門 | 2019年12月21日   | 助演女優賞                     | アナスーヤ・バラドワージ                                   | 受賞       | [ 110 ] [ 111 ] |
| 第66回フィルムフェア賞 南インド映画部門 | 2019年12月21日   | 音楽アルバム賞                 | デーヴィ・シュリー・プラサード                             | 受賞       | [ 110 ] [ 111 ] |
| 第66回フィルムフェア賞 南インド映画部門 | 2019年12月21日   | 作詞家賞                       | チャンドラボース                                           | 受賞       | [ 110 ] [ 111 ] |
| 第66回フィルムフェア賞 南インド映画部門 | 2019年12月21日   | 男性プレイバックシンガー賞     | - ラーフル・シプリガンジ - 「Ranga Ranga Rangasthalana」   | ノミネート | [ 110 ] [ 111 ] |
| 第66回フィルムフェア賞 南インド映画部門 | 2019年12月21日   | 女性プレイバックシンガー賞     | - M・M・マナシ - 「Rangamma Mangamma」                     | ノミネート | [ 110 ] [ 111 ] |
| 第66回フィルムフェア賞 南インド映画部門 | 2019年12月21日   | 撮影賞                         | R・ラトナヴェール                                          | 受賞       | [ 110 ] [ 111 ] |
| 第1回テランガーナ・ガッダル映画賞       | 2025年6月14日    | 第2位作品賞                    | 『ランガスタラム』                                         | 受賞       | [ 112 ]         |